# 庵原貢
庵原 貢（いはら みつぐ、1903年（明治36年）10月3日 - 1979年（昭和54年）3月31日）は、日本の海軍軍人、海上自衛官。海兵52期・海大35期。第3代海上幕僚長。

## 経歴
兵庫県出身。豊岡中学校（現・兵庫県立豊岡高等学校）を経て海軍兵学校に入校。太平洋戦争中は第三艦隊参謀としてスラバヤ沖海戦などに従軍。1945年（昭和20年）4月、鈴木貫太郎首相秘書官に出向し「日本のいちばん長い日」を体験した。戦後は保安庁警備隊を経て海上自衛隊に入隊。第3代自衛艦隊司令を務めたのち、第3代海上幕僚長に就任。

## 年譜

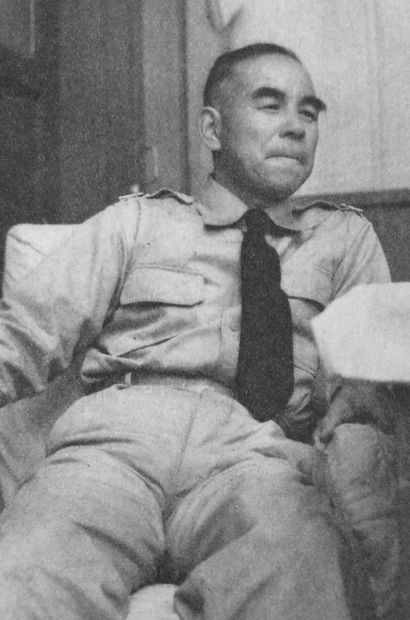
第二船隊群司令当時の庵原

- 1921年（大正10年）7月：海軍兵学校入校
- 1924年（大正13年）7月：海軍兵学校卒業（第52期）
- 1925年（大正14年）12月：海軍少尉任官
- 1927年（昭和2年）12月：海軍中尉に進級
- 1930年（昭和5年）12月：海軍大尉に進級、海軍砲術学校高等科学生
- 1931年（昭和6年）12月：戦艦「日向」分隊長
- 1934年（昭和9年）11月：海軍砲術学校教官
- 1935年（昭和10年）10月：海軍大学校入校
- 1936年（昭和11年）12月：海軍少佐に進級
- 1937年（昭和12年）
  - 7月31日：海軍大学校卒業（甲種35期）、軽巡洋艦「由良」砲術長[1]
  - 8月23日：戦艦「榛名」副砲長兼分隊長[2]
  - 12月1日：戦艦「陸奥」副砲長兼分隊長[3]
- 1939年（昭和14年）4月：海軍省人事局第1課局員
- 1941年（昭和16年）
  - 4月10日：第三艦隊参謀[4]
  - 10月15日：海軍中佐に進級[5]
- 1942年（昭和17年）
  - 4月10日：南西方面艦隊参謀兼第二南遣艦隊参謀[6]
  - 5月5日：第二艦隊参謀[7]
- 1943年（昭和18年）
  - 4月15日：軍令部出仕兼海軍省出仕[8]
  - 8月：海軍省教育局第1課局員
- 1944年（昭和19年）10月15日：海軍大佐に進級[9]、海軍艦政本部出仕兼海軍省教育局局員[10]
- 1945年（昭和20年）
  - 4月24日：海軍省軍務局御用掛[11]、首相秘書官に出向
  - 9月5日：軍令部出仕兼海軍省出仕[12]
  - 11月30日：予備役に編入[13]
- 1947年（昭和22年）11月28日：公職追放の仮指定を受ける[14]。
- 1953年（昭和28年）
  - 1月26日：1等警備正に任命、舞鶴地方総監部付兼舞鶴練習隊司令
  - 7月8日：横須賀地方総監部付
  - 8月16日：警備監補に昇任、第二船隊群司令に就任
- 1954年（昭和29年）8月3日：海上幕僚監部総務部長
- 1956年（昭和31年）8月1日：海将に昇任、第3代 自衛艦隊司令に就任（兼ねて第1護衛隊群司令）
- 1958年（昭和33年）8月15日：第3代 海上幕僚長に就任
- 1961年（昭和36年）
  - 5月29日：米国政府からレジオン・オブ・メリット勲章が授与[15]
  - 8月15日：退官。退官後は財団法人水交会会長（第5代）を務める。
- 1973年（昭和48年）11月3日：勲二等瑞宝章受章[16]。
- 1979年（昭和54年）3月31日：肺がんのため千葉市内の病院で逝去（享年75）[17]。叙・正四位[18]

## 栄典
- レジオン・オブ・メリット・コマンダー - 1961年（昭和36年）5月29日
- 勲二等瑞宝章 - 1973年（昭和48年）11月3日